# یوسوکی ناکامورا
یوسوکی ناکامورا (به ژاپنی: 中村 祐輔، متولد ۸ دسامبر ۱۹۵۲) یک نسل‌شناس و پژوهشگر سرطان برجسته ژاپنی است که به خاطر توسعه مطالعه هم‌خوانی سراسر ژنوم شناخته شده‌است.

## مشارکت علمی
ناکامورا با موفقیت نشانگرهای VNTR را در سال ۱۹۸۷ و ژن سرکوبگر تومور APC را در ۱۹۹۱ شناسایی کرد. علاوه بر این، چندین نشانگر ژنتیکی پلی مورفیک توسط گروه‌های تحقیقاتی وی در بنیاد ژاپنی تحقیقات سرطان و دانشگاه توکیو تهیه شده‌اند، که در نقشه و کلون ژن‌های دخیل در اختلال ژنتیکی، و نیز ژن‌هایی که مربوط به پاسخ به داروها و درگیر سرطان هستند، نقش دارند. در سال ۲۰۰۱، ناکامورا و همکارانش در مرکز تحقیقات RIKEN SNP روش‌شناسی مطالعه هم‌خوانی سراسر ژنوم را توسعه دادند ناکامورا همچنین بر روی استفاده از اطلاعات ژنتیکی برای بهبود مراقبت از بیماران سرطانی متمرکز شده‌است و در تلاش است تا اکتشافات آزمایشگاه خود را به عمل بالینی برساند. در سال ۲۰۰۱، تحقیقات سرطان وی در دانشگاه توکیو منجر به تشکیل آنکوتراپی (یک شرکت موفق ژاپنی فعال در بیوتکنولوژی عمومی) شد که بر روی درمان‌های جدید سرطان متمرکز است.

## زندگی و شغل
ناکامورا در ۸ دسامبر سال ۱۹۵۲ در اوساکا ژاپن به دنیا آمد. وی مدرک پزشکی خود را در سال ۱۹۷۷ و دکترای خود را در سال ۱۹۸۴ از دانشگاه اوساکا دریافت کرد. وی در حالی که به عنوان جراح در ژاپن کار می‌کرد، شاهد مرگ یک بیمار ۲۷ ساله بر اثر بیماری سرطان بود که این امر عمیقاً او را تحت تأثیر قرار داد. سپس، برای پیگیری تحصیلات پیشرفته در ژنتیک و انکولوژی، به ایالات متحده رفت و پنج سال را به عنوان دوره پسادکتری و سپس به عنوان عضو هیئت علمی در موسسه پزشکی هوارد هیوز در دانشگاه یوتا، مرکز بین‌المللی نگاشت ژن‌ها گذراند. در سال ۱۹۸۹، ناکامورا در انستیتوی سرطان، بنیاد تحقیقات سرطان ژاپن، رئیس گروه بیوشیمی شد. وی در سال ۱۹۹۴ به عنوان استاد مؤسسه علوم پزشکی دانشگاه توکیو منصوب شد. هنگامی که دولت ژاپن پروژه ژنوم هزاره خود را در سال ۲۰۰۰ راه اندازی کرد، وی به عنوان رهبر گروه برای برنامه تنوع ژنتیکی در مرکز تحقیقات مشهور RIKEN SNP معرفی شد. وی همچنین از سال ۲۰۰۵ تا ۲۰۱۱ به عنوان مدیر مرکز RIKEN و همچنین مدیر مؤسسه ملی تحقیقات سرطان از سال ۲۰۱۰ تا ۲۰۱۱ خدمت کرد. از ژانویه تا دسامبر سال ۲۰۱۱، ناکامورا مشاور ویژه دبیرکل کابینه، دفتر نوآوری پزشکی، دبیرخانه کابینه، دولت ژاپن بود. در سال ۲۰۱۲، ناکامورا به گروه پزشکی در دانشگاه شیکاگو نقل مکان کرد و در سال ۲۰۱۸، با کسب مقام استاد بازنشسته از دانشگاه شیکاگو به ژاپن بازگشت و به عنوان مدیر برنامه ارتقاء استراتژیک در کابینه ژاپن و همچنین مدیر مرکز دقت سرطان و بنیاد تحقیقات سرطان ژاپن منصوب شد.

## جوایز
ناکامورا چندین افتخار و جایزه از جمله موارد زیر را کسب کرده‌است.
- ۱۹۹۲ جایزه تحقیقات سرطان پرنسس تاکاماتسو
- ۲۰۰۰ جایزه علوم پزشکی کیو برای «توضیح انواع بیماری‌های ژنتیکی از طریق تجزیه و تحلیل ژنوم انسان»[۷]
- ۲۰۰۲ جایزه تومیزو یوشیدا از انجمن سرطان ژاپن
- ۲۰۰۴ مدال افتخار ژاپن با روبان بنفش
- جایزه چن برای پیشرفت متمایز آکادمیک در تحقیقات ژنتیک و ژنتیک انسان، سازمان ژنوم انسان (HUGO)[۸]